# Otogosaurus
Otogosaurus là một chi khủng long sauropoda.